# Хайнрих II (Ройс-Гера-Залбург)
Хайнрих II Ройс-Гера-Залбург (на немски: Heinrich II Reuss-Gera-Saalburg;* 14 август 1602, Гера; † 28 май 1670, Гера) от род Ройс е господар на Плауен, Грайц, Гера, Кранихфелд и Залбург.

## Произход
Той е големият син на граф Хайнрих II Ройс-Гера „Млади“ Постумус (1572 – 1635), господар на Гера, Лобенщайн и Обер-Кранихфелд, и втората му съпруга графиня Магдалена II фон Шварцбург-Рудолщат (1580 – 1652), дъщеря на граф Албрехт VII фон Шварцбург-Рудолщат (1537 – 1605) и графиня Юлиана фон Насау-Диленбург (1546 – 1588).
Брат е на Хайнрих III (1603 – 1640), господар на Ройс-Шлайц, Хайнрих IX (1616 – 1666), господар на Шлайц, и на Хайнрих X (1621 – 1671), господар na Лобенщайн и Еберсдорф.
Залбург (днес част от Залбург-Еберсдорф в Тюрингия) е от 1647 до 1666 г. град-резиденция на „господството Ройс-Залбург“. Хайнрих II умира на 67 години на 28 май 1670 г. в Гера и е погребан там.

## Фамилия
Хайнрих II се жени на 23 ноември 1642 г. в Гера за Катерина Елизабет фон Шварцбург-Зондерхаузен-Арнщат (* 28 август 1617, Ебелебен; † 17 януари 1701, Гера), дъщеря на граф Кристиан Гюнтер I фон Шварцбург-Зондерхаузен-Арнщат (1578 – 1642) и Анна Сибила фон Шварцбург-Рудолщат (1584 – 1623). Те имат осем деца: 
- Магдалена Сибйлла Ройс (* 24 януари 1645; † 10 юни 1645)
- дете (*/† 14 септември 1646)
- дете (1647 – 1647)
- Хайнрих II Роас-Грайц (* 22 януари 1648; † 4 април 1648)
- Юлилана Доротея Ройс (* 11 февруари 1649; † 4 март 1686 или 5 март 1686)
- Хайнрих IV Ройс-Гера (* 13 март 1650; † 13 март 1686), граф на Плауен-Грайц, Кранихфелд, Гера, Шлайц и Лобенщайн, женен на 20 юни 1672 г. в Гера за принцеса Анна Доротея фон Шварцбург-Зондерсхаузен (* 18 август 1645; † 1 юли 1716), дъщеря на принц Антон Гюнтер I фон Шварцбург-Зондерхаузен (1620 – 1666) и пфалцграфиня Мария Магдалена фон Пфалц-Цвайбрюкен-Биркенфелд (1622 – 1689)
- Хайнрих VI Ройс-Грайц (* 20 април 1651; † 26 април 1652)
- Кристиана Сибила Ройс (* 9 май 1653; † 10 март 1686)